# 天領
天領（てんりょう）は、江戸時代における江戸幕府の直轄地。天領は俗称であり、ほかに江戸幕府直轄領、徳川幕府領、徳川支配地、幕府領、幕領など様々な呼称がある。これらの呼び名は、正式な歴史用語ではない。
幕府直轄領は元禄以降、全国で約400万石あった。領地は日本全国に散らばっており、江戸時代を通じて何らかの形で幕府直轄地が存在した国は51ヶ国と1地域（蝦夷地）に及び、年貢収取の対象となる田畑以外に交通・商業の要衝と港湾、主要な鉱山、城郭や御殿の建築用材の産出地としての山林地帯（御林、おはやし）が編入され江戸幕府の主要な財源であった。

## 呼称について
幕府直轄地が「天領」と呼ばれるようになったのは明治時代からで、江戸時代に使われていた呼称ではない。大政奉還後に幕府直轄地が明治政府に返還された際に、「天朝の御料（御領）」などの略語として「天領」と呼ばれたのがはじまりである。その後、天領の呼称が江戸時代にもさかのぼって使われるようになった。
江戸幕府での正式名は御料・御領（ごりょう）だった。その他、江戸時代の幕府法令には御料所（ごりょうしょ、ごりょうじょ）、代官所、支配所（しはいしょ、しはいじょ）の呼び名もある。江戸時代の地方書では、大名領や旗本領を私領としたのに対して公領・公料、また公儀御料所（こうぎごりょうしょ）という呼称もあった。
大政奉還後の慶応4年（1868年、同年明治元年）には徳川支配地を天領と呼んだ布告があるが、同時期の別の布告では「これまで徳川支配地を天領と称し居候は言語道断の儀に候、総て天朝の御料に復し、真の天領に相成候間」とある。
上記の観点から、近年は幕府の直轄地の呼称は「天領」から「幕領」と呼ぶ傾向になっている。全国の歴史教科書なども「幕領」への表記の変更が進められている。

## 概要
天領は、豊臣政権時代の徳川氏の蔵入地が基である。関ヶ原の戦い、大坂の陣などでの没収地を加えて、元禄年間（1688-1704）には江戸幕府直轄地は約400万石となった。その地からの年貢収入は江戸幕府の財政基盤となった。天領は幕府の直轄地（幕領）であり、当時は「御料」「御蔵入」などと呼ばれており天領と呼ばれるようになったのは明治維新以降である。親藩や譜代、旗本等は徳川の一門直臣であるが、これらの領地は天領には含まない。
京都、大坂、長崎など重要な都市や、佐渡金山などの鉱山、湯の花から明礬を生産していた明礬温泉も天領とされた。佐渡、甲斐、飛騨、隠岐は一国まるごと天領となった。
国替や改易・減封・無嗣断絶などによる公収がある一方で加増などで分与されるものも多く、関東では比較的まとまった領域を保持したが、それでも寺社地や旗本領、他の大名等への分与などを通じて天領は細分化され、全国を通じ村単位で保持され、散在あるいは虫食いの状態であった。旗本や公家寺社領などには多かった相給は天領には少なかったとされる。

箱館奉行所の置かれた五稜郭（函館市）

蝦夷錦や俵物の産地であった蝦夷地では、1799年（寛政11年）に東蝦夷地（北海道太平洋岸および北方領土や得撫郡域）が、1807年（文化4年）に和人地および西蝦夷地（北海道日本海岸や樺太およびオホーツク海岸）が天領となり、このとき奉行所は宇須岸館に置かれ奥羽諸藩が警固に就いた。文化6年（1809年）に西蝦夷地から、樺太が北蝦夷地として分立。松田伝十郎による改革で、山丹交易を幕府直営とした。1821年（文政4年）には一旦松前藩領に復した。1855年（安政2年）になると、和人地の一部と蝦夷地全土が松前藩領から再び天領とされているが、1859年（安政6年）の6藩分領以降に奥羽諸藩の領地となった地域もあった。箱館奉行所は、幕末の元治元年（1864年）から五稜郭に置かれた。

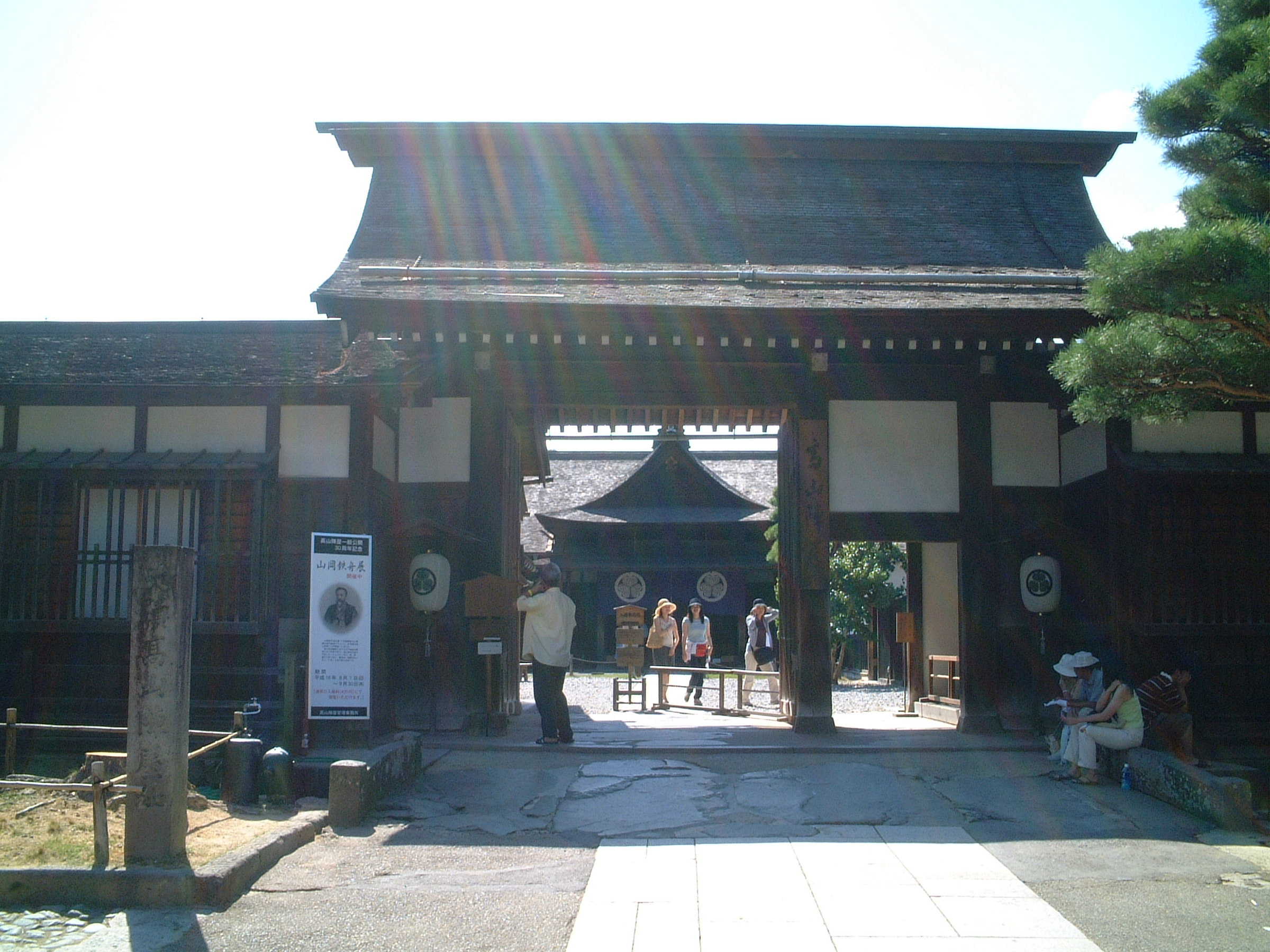
高山陣屋表門

幕府直轄の各領地には代官処がつくられ、郡代や代官・遠国奉行が支配した。ただすべての土地に奉行や代官を配することは現実的ではなく、これらは預地と称して近隣の大名や旗本、遠国奉行に管理が委託された（預所）。もっとも、江戸の代官所が上野国の天領をも支配したり、桑名藩の預所が越後にあり、柏崎に桑名藩の陣屋が置かれるなど、天領や預所の分布は周辺のみとは限らないものであった。預所からの実収は幕領地総石高の六分の一に相当した。観光地として有名な岐阜県高山市の高山陣屋は、江戸幕府が飛騨国を直轄領として管理するために設置した代官所・郡代役所である。
江戸時代末期に老中首座となった水野忠邦は、天保の改革の一環として上知令（江戸城大坂城の十里四方を天領とする）を発令したため、天領の石高は増えたが、周辺に領地を持つ大名から大きく非難された。

## 天領の規模の変遷
豊臣政権末期には、全国検地高1850万石余の内、12.2%に相当する222万3641石余が豊臣氏の蔵入地であった。一方徳川氏の関東入国当時の蔵入地の実態は明らかではないが、所領伊豆・相模・武蔵・上総・下総・上野の六か国240万石余のうち、100～120万石が直轄化されていたと推定されている。関ヶ原の戦いののち、豊臣氏の蔵入地の接収を含む没収高622万石余が論功行賞の加増・加転に、さらに徳川一門や譜代大名の創出、直轄領の拡大に当てられているが、江戸幕府の直轄地も、初期においては豊臣氏のそれと大差なかったものと考えられ、江戸幕府成立時点で230～240万石が幕府直轄領であったと考えられる。
上方・関東の天領の石高・年貢高に関しては、向山誠斎著『癸卯日記 四』所収の「御取箇辻書付」により享保元年（1716年）から天保12年（1841年）までの年度別の変遷が古くより知られていたが、さらに大河内家記録「御取箇辻書付」の発見により、17世紀中頃からの天領の石高の変遷が明らかになった。それによれば、天領の石高が初めて300万石を超えたのが徳川家綱政権下の万治3年（1660年）だが、寛文印知の前後には300万石を切り、延宝3年（1675年）に至って再び300万石台を回復し、以降300万石を下回ることはない。徳川綱吉政権下になると大名改易による天領石高の増加が著しく、元禄5年（1692年）に初めて400万石を突破し、宝永6年（1709年）以降400万石を下回ることはない。徳川吉宗政権下では無嗣断絶による公収が相次ぎ、享保16年（1731年）には450万石に達し、延享元年（1744年）には江戸時代を通じて最大の463万4076石余となった。その後徳川御三卿が相次ぎ分立することにより、延享4年（1747年）以降天領の石高は減少する。宝暦13年（1763年）から寛政5年（1793年）まで430万石台を維持した後、寛政7年（1795年）～寛政10年（1798年）には再び450万石台に戻るが、その後徐々に石高は減少し、天保9年（1838年）には410万石台に落ちる。天保以降では文久年間の石高の数字が残っており、幕末まで410万石台を維持したと考えられる。
なお個々の年度の石高は史料によって異なり、例えば元禄7年（1694年）の天領総石高は、『癸卯日記』所収の「御取箇辻書付」では395万5560石余とあるのに対し、『近藤重蔵遺書』所収の「御蔵入高並御物成元払積書」では418万1000石余と20万石以上の差がある。また天保9年（1838年）の天領総石高は『癸卯日記』所収の「御取箇辻書付」では419万4211石余とあるのに対し、『天保九年戌年御代官並御預所御物成納払御勘定帳』では419万1968石6斗5升8合9勺9才、天保12年（1841年）の天領総石高は『癸卯日記』所収の「御取箇辻書付」では416万7613石余とあるのに対し、同じ向山誠斎の著作である『丙午雑記』所収の「天保十二丑地方勘定下組帳」では412万2044石3斗0升8合9勺8才と、微妙に数字が異なる。
以下に『大河内家記録』と『癸卯日記』所収の「御取箇辻書付」による天領の石高・年貢高の変遷の詳細を示す。譜代の大名や旗本への加増・改易・減封や臨時の役知の支払いは天領を切り崩して行われるため、天領の所領・石高は年度毎に必ず変動する。
| 和暦年 / 西暦年 | 和暦年 / 西暦年 | 石高 (石余) | 年貢高 (石余) | 内米 (石余) | 内金 (両余) |
| --------------- | --------------- | ----------- | ------------- | ----------- | ----------- |
| 慶安4年         | 1651            | 1,590,910   | 665,280       |             |             |
| 承応元年        | 1652            | 1,602,290   | 598,320       |             |             |
| 承応2年         | 1653            | 1,610,910   | 608,760       |             |             |
| 承応3年         | 1654            |             |               |             |             |
| 明暦元年        | 1655            |             |               |             |             |
| 明暦2年         | 1656            | 1,224,900   | 427,120       | 275,200     | 60,769      |
| 明暦3年         | 1657            | 2,925,470   | 1,119,530     | 966,030     | 61,390      |
| 万治元年        | 1658            | 2,916,540   | 1,033,550     | 887,970     | 58,220      |
| 万治2年         | 1659            | 2,918,600   | 1,114,270     | 966,950     | 58,920      |
| 万治3年         | 1660            | 3,064,770   | 979,050       | 837,210     | 56,730      |
| 寛文元年        | 1661            | 1,132,750   | 422,390       | 274,940     | 58,980      |
| 寛文2年         | 1662            | 2,734,390   | 1,099,600     | 957,270     | 56,940      |
| 寛文3年         | 1663            | 2,663,100   | 880,760       | 764,490     | 46,505      |
| 寛文4年         | 1664            | 2,793,360   | 1,073,170     | 918,900     | 54,205      |
| 寛文5年         | 1665            | 2,829,950   | 1,053,970     | 897,760     | 54,960      |
| 寛文6年         | 1666            | 2,872,220   | 1,033,310     | 892,330     | 48,810      |
| 寛文7年         | 1667            | 2,900,950   | 1,042,360     | 895,670     | 51,089      |
| 寛文8年         | 1668            | 2,852,630   | 1,010,610     | 904,180     | 36,820      |
| 寛文9年         | 1669            | 2,925,450   | 965,900       | 815,300     | 53,140      |
| 寛文10年        | 1670            | 2,994,660   | 1,057,460     | 902,170     | 53,120      |
| 寛文11年        | 1671            | 2,974,750   | 1,130,750     | 971,390     | 54,720      |
| 寛文12年        | 1672            | 2,882,950   | 1,031,520     | 854,790     | 61,050      |
| 延宝元年        | 1673            | 1,406,560   | 465,940       | 297,000     | 58,760      |
| 延宝2年         | 1674            | 1,432,720   | 427,730       | 264,370     | 56,070      |
| 延宝3年         | 1675            | 3,136,270   | 1,074,890     | 876,800     | 69,520      |
| 延宝4年         | 1676            | 3,106,250   | 1,110,620     | 831,190     | 73,910      |
| 延宝5年         | 1677            | 3,096,630   | 1,196,460     | 969,520     | 80,940      |
| 延宝6年         | 1678            | 3,130,160   | 1,200,400     | 985,590     | 77,380      |
| 延宝7年         | 1679            | 3,007,200   | 1,121,840     | 948,550     | 68,900      |
| 延宝8年         | 1680            | 3,262,250   | 942,590       | 740,440     | 79,110      |
| 天和元年        | 1681            | 3,401,270   | 1,026,270     | 851,750     | 69,390      |
| 天和2年         | 1682            | 3,640,200   | 1,269,880     | 1,013,720   | 92,300      |
| 天和3年         | 1683            | 3,210,560   | 1,116,150     | 839,110     | 100,340     |
| 貞享元年        | 1684            | 3,433,770   | 1,177,310     | 910,960     | 97,710      |
| 貞享2年         | 1685            | 3,414,130   | 1,094,570     | 869,500     | 93,630      |
| 貞享3年         | 1686            | 3,554,930   | 1,218,940     | 961,189     | 97,380      |
| 貞享4年         | 1687            | 3,731,400   | 1,179,030     | 942,230     | 89,200      |
| 元禄元年        | 1688            | 3,813,000   | 1,242,320     | 981,830     | 96,940      |
| 元禄2年         | 1689            | 3,972,910   | 1,348,270     | 1,061,690   | 107,350     |
| 元禄3年         | 1690            | 3,880,000   | 1,385,820     | 1,101,120   | 106,130     |
| 元禄4年         | 1691            | 3,971,300   | 1,353,580     | 1,078,510   | 102,390     |
| 元禄5年         | 1692            | 4,013,840   | 1,402,120     | 1,114,410   | 107,809     |
| 元禄6年         | 1693            | 4,034,490   | 1,307,740     | 1,034,370   | 101,710     |
| 元禄7年         | 1694            | 3,955,560   | 1,315,480     | 1,058,510   | 96,610      |
| 元禄8年         | 1695            | 3,887,180   | 1,276,370     | 1,000,470   | 102,990     |
| 元禄9年         | 1696            | 4,136,900   | 1,314,830     |             |             |
| 元禄10年        | 1697            | 4,346,500   | 1,386,400     |             |             |
| 元禄11年        | 1698            | 3,889,400   | 1,240,430     |             |             |
| 元禄12年        | 1699            | 3,889,100   | 1,100,880     |             |             |
| 元禄13年        | 1700            | 3,762,800   | 1,138,400     |             |             |
| 元禄14年        | 1701            | 3,849,300   | 1,114,590     |             |             |
| 元禄15年        | 1702            | 3,841,900   | 1,199,490     |             |             |
| 元禄16年        | 1703            | 3,882,500   | 1,262,280     |             |             |
| 宝永元年        | 1704            | 3,750,300   | 1,178,380     |             |             |
| 宝永2年         | 1705            | 4,021,900   | 1,299,660     |             |             |
| 宝永3年         | 1706            | 4,001,100   | 1,350,830     |             |             |
| 宝永4年         | 1707            | 4,047,500   | 1,270,490     |             |             |
| 宝永5年         | 1708            | 3,972,900   | 1,251,930     |             |             |
| 宝永6年         | 1709            | 4,017,800   | 1,275,140     |             |             |
| 宝永7年         | 1710            | 4,150,700   | 1,317,380     |             |             |
| 正徳元年        | 1711            | 4,144,200   | 1,299,740     |             |             |
| 正徳2年         | 1712            | 4,167,600   | 1,265,970     | 1,022,620   | 97,340      |
| 正徳3年         | 1713            | 4,117,600   | 1,390,500     | 1,131,215   | 103,709     |
| 正徳4年         | 1714            | 4,126,000   | 1,316,060     | 1,057,963   | 103,226     |
| 正徳5年         | 1715            | 4,127,000   | 1,457,700     | 1,151,622   | 112,406     |
| 享保元年        | 1716            | 4,088,530   | 1,389,570     | 1,074,035   | 115,176     |
| 享保2年         | 1717            | 4,098,371   | 1,365,060     | 1,080,090   | 102,494     |
| 享保3年         | 1718            | 4,044,570   | 1,435,542     | 1,127,181   | 111,765     |
| 享保4年         | 1719            | 4,050,850   | 1,393,529     | 1,092,581   | 109,236     |
| 享保5年         | 1720            | 4,057,180   | 1,395,682     | 1,098,490   | 107,949     |
| 享保6年         | 1721            | 4,066,500   | 1,305,650     | 1,027,061   | 100,722     |
| 享保7年         | 1722            | 4,043,320   | 1,414,290     | 1,115,508   | 108,478     |
| 享保8年         | 1723            | 4,112,390   | 1,303,930     | 1,050,289   | 91,534      |
| 享保9年         | 1724            | 4,278,370   | 1,488,360     | 1,190,997   | 107,910     |
| 享保10年        | 1725            | 4,360,670   | 1,466,215     | 1,166,544   | 108,849     |
| 享保11年        | 1726            | 4,310,100   | 1,500,691     | 1,204,965   | 107,182     |
| 享保12年        | 1727            | 4,414,850   | 1,621,980     | 1,374,545   | 110,750     |
| 享保13年        | 1728            | 4,409,753   | 1,465,486     | 1,181,659   | 101,501     |
| 享保14年        | 1729            | 4,446,688   | 1,608,354     | 1,292,703   | 114,346     |
| 享保15年        | 1730            | 4,481,056   | 1,551,345     | 1,233,428   | 115,654     |
| 享保16年        | 1731            | 4,530,908   | 1,365,049     | 1,090,557   | 100,769     |
| 享保17年        | 1732            | 4,521,401   | 1,392,391     | 1,062,635   | 119,558     |
| 享保18年        | 1733            | 4,541,744   | 1,461,986     | 1,153,187   | 113,489     |
| 享保19年        | 1734            | 4,541,816   | 1,343,519     | 1,061,441   | 101,655     |
| 享保20年        | 1735            | 4,539,331   | 1,462,706     | 1,137,432   | 119,238     |
| 元文元年        | 1736            | 4,565,359   | 1,334,481     | 1,018,661   | 115,445     |
| 元文2年         | 1737            | 4,567,151   | 1,670,819     | 1,314,779   | 128,643     |
| 元文3年         | 1738            | 4,580,554   | 1,533,133     | 1,181,529   | 127,282     |
| 元文4年         | 1739            | 4,583,446   | 1,668,584     | 1,313,907   | 127,838     |
| 元文5年         | 1740            | 4,581,523   | 1,492,492     | 1,153,881   | 122,431     |
| 寛保元年        | 1741            | 4,586,472   | 1,570,388     | 1,228,550   | 123,445     |
| 寛保2年         | 1742            | 4,614,502   | 1,419,558     | 1,140,592   | 98,989      |
| 寛保3年         | 1743            | 4,624,664   | 1,636,409     | 1,298,149   | 122,666     |
| 延享元年        | 1744            | 4,634,076   | 1,801,855     | 1,462,749   | 123,262     |
| 延享2年         | 1745            | 4,628,935   | 1,676,322     | 1,335,114   | 124,001     |
| 延享3年         | 1746            | 4,634,065   | 1,766,214     | 1,422,876   | 124,602     |
| 延享4年         | 1747            | 4,415,820   | 1,551,214     | 1,237,156   | 117,334     |
| 寛延元年        | 1748            | 4,411,241   | 1,590,491     | 1,270,661   | 117,702     |
| 寛延2年         | 1749            | 4,397,089   | 1,673,573     | 1,353,984   | 117,411     |
| 寛延3年         | 1750            | 4,390,109   | 1,693,726     | 1,380,425   | 115,691     |
| 宝暦元年        | 1751            | 4,394,525   | 1,704,664     | 1,389,211   | 115,471     |
| 宝暦2年         | 1752            | 4,409,637   | 1,715,630     | 1,398,975   | 115,947     |
| 宝暦3年         | 1753            | 4,413,541   | 1,680,002     | 1,365,578   | 115,165     |
| 宝暦4年         | 1754            | 4,407,515   | 1,650,387     | 1,336,747   | 114,783     |
| 宝暦5年         | 1755            | 4,412,347   | 1,642,551     | 1,336,213   | 113,371     |
| 宝暦6年         | 1756            | 4,406,064   | 1,649,384     | 1,331,264   | 116,328     |
| 宝暦7年         | 1757            | 4,420,503   | 1,552,846     | 1,262,896   | 105,630     |
| 宝暦8年         | 1758            | 4,426,889   | 1,649,532     | 1,332,456   | 116,202     |
| 宝暦9年         | 1759            | 4,471,712   | 1,701,560     | 1,383,755   | 116,464     |
| 宝暦10年        | 1760            | 4,461,631   | 1,685,345     | 1,369,539   | 115,682     |
| 宝暦11年        | 1761            | 4,465,654   | 1,680,127     | 1,359,958   | 117,523     |
| 宝暦12年        | 1762            | 4,458,083   | 1,674,699     | 1,354,852   | 117,320     |
| 宝暦13年        | 1763            | 4,375,836   | 1,643,963     | 1,334,204   | 113,262     |
| 明和元年        | 1764            | 4,376,432   | 1,636,386     | 1,324,862   | 113,954     |
| 明和2年         | 1765            | 4,387,292   | 1,594,040     | 1,284,248   | 113,332     |
| 明和3年         | 1766            | 4,387,045   | 1,538,971     | 1,241,641   | 108,724     |
| 明和4年         | 1767            | 4,394,756   | 1,589,767     | 1,287,527   | 114,163     |
| 明和5年         | 1768            | 4,378,684   | 1,547,248     | 1,229,794   | 116,619     |
| 明和6年         | 1769            | 4,378,574   | 1,594,461     | 1,275,740   | 117,153     |
| 明和7年         | 1770            | 4,371,923   | 1,467,010     | 1,131,973   | 123,549     |
| 明和8年         | 1771            | 4,375,647   | 1,353,282     | 1,021,543   | 123,363     |
| 安永元年        | 1772            | 4,375,961   | 1,525,624     | 1,193,539   | 123,281     |
| 安永2年         | 1773            | 4,378,819   | 1,508,026     | 1,175,311   | 123,413     |
| 安永3年         | 1774            | 4,379,699   | 1,530,615     | 1,208,170   | 119,349     |
| 安永4年         | 1775            | 4,387,091   | 1,520,866     | 1,199,900   | 117,450     |
| 安永5年         | 1776            | 4,387,201   | 1,569,988     | 1,250,265   | 117,405     |
| 安永6年         | 1777            | 4,392,791   | 1,556,681     | 1,237,367   | 116,793     |
| 安永7年         | 1778            | 4,372,435   | 1,517,858     | 1,190,441   | 118,462     |
| 安永8年         | 1779            | 4,373,996   | 1,525,452     | 1,194,575   | 119,859     |
| 安永9年         | 1780            | 4,371,639   | 1,427,789     | 1,124,839   | 108,691     |
| 天明元年        | 1781            | 4,348,278   | 1,465,836     | 1,147,934   | 114,663     |
| 天明2年         | 1782            | 4,332,441   | 1,460,933     | 1,138,370   | 116,529     |
| 天明3年         | 1783            | 4,350,709   | 1,219,484     | 968,418     | 95,865      |
| 天明4年         | 1784            | 4,360,521   | 1,492,139     | 1,172,935   | 116,465     |
| 天明5年         | 1785            | 4,330,634   | 1,403,708     | 1,093,200   | 114,412     |
| 天明6年         | 1786            | 4,341,213   | 1,081,485     | 851,493     | 83,945      |
| 天明7年         | 1787            | 4,361,544   | 1,444,933     | 1,164,205   | 112,291     |
| 天明8年         | 1788            | 4,384,334   | 1,433,377     | 1,162,389   | 108,395     |
| 寛政元年        | 1789            | 4,384,279   | 1,410,414     | 1,118,088   | 107,612     |
| 寛政2年         | 1790            | 4,380,524   | 1,442,995     | 1,159,230   | 105,731     |
| 寛政3年         | 1791            | 4,382,813   | 1,356,289     | 1,088,669   | 99,550      |
| 寛政4年         | 1792            | 4,393,572   | 1,470,399     | 1,187,978   | 105,196     |
| 寛政5年         | 1793            | 4,393,000   | 1,476,278     | 1,199,720   | 103,481     |
| 寛政6年         | 1794            | 4,403,622   | 1,471,301     | 1,190,091   | 105,320     |
| 寛政7年         | 1795            | 4,504,516   | 1,545,767     | 1,257,316   | 107,963     |
| 寛政8年         | 1796            | 4,507,226   | 1,559,023     | 1,269,573   | 108,164     |
| 寛政9年         | 1797            | 4,501,193   | 1,561,828     | 1,274,532   | 107,273     |
| 寛政10年        | 1798            | 4,504,565   | 1,544,821     | 1,256,977   | 107,609     |
| 寛政11年        | 1799            | 4,499,020   | 1,501,108     | 1,212,107   | 107,801     |
| 寛政12年        | 1800            | 4,493,395   | 1,552,740     | 1,265,727   | 107,103     |
| 享和元年        | 1801            | 4,474,977   | 1,558,351     | 1,273,466   | 106,658     |
| 享和2年         | 1802            | 4,488,636   | 1,443,666     | 1,170,456   | 102,311     |
| 享和3年         | 1803            | 4,485,711   | 1,562,872     | 1,272,120   | 107,627     |
| 文化元年        | 1804            | 4,487,780   | 1,536,203     | 1,266,228   | 107,990     |
| 文化2年         | 1805            | 4,487,885   | 1,546,915     | 1,277,485   | 107,771     |
| 文化3年         | 1806            | 4,482,740   | 1,519,075     | 1,250,456   | 107,447     |
| 文化4年         | 1807            | 4,453,870   | 1,425,102     | 1,163,522   | 107,211     |
| 文化5年         | 1808            | 4,459,079   | 1,391,881     | 1,151,226   | 96,261      |
| 文化6年         | 1809            | 4,457,080   | 1,501,989     | 1,230,897   | 108,436     |
| 文化7年         | 1810            | 4,455,394   | 1,527,031     | 1,256,777   | 99,994      |
| 文化8年         | 1811            | 4,478,873   | 1,532,910     | 1,241,483   | 108,476     |
| 文化9年         | 1812            | 4,434,556   | 1,520,969     | 1,240,486   | 102,731     |
| 文化10年        | 1813            | 4,437,458   | 1,501,877     | 1,221,763   | 103,459     |
| 文化11年        | 1814            | 4,442,669   | 1,535,799     | 1,249,917   | 105,053     |
| 文化12年        | 1815            | 4,423,929   | 1,501,023     | 1,214,791   | 105,240     |
| 文化13年        | 1816            | 4,423,274   | 1,483,067     | 1,196,505   | 105,212     |
| 文化14年        | 1817            | 4,412,452   | 1,518,991     | 1,231,283   | 105,629     |
| 文政元年        | 1818            | 4,334,570   | 1,519,374     | 1,233,374   | 104,982     |
| 文政2年         | 1819            | 4,352,548   | 1,537,207     | 1,250,568   | 105,133     |
| 文政3年         | 1820            | 4,333,634   | 1,490,752     | 1,205,297   | 104,672     |
| 文政4年         | 1821            | 4,326,489   | 1,433,694     | 1,148,678   | 104,968     |
| 文政5年         | 1822            | 4,320,482   | 1,496,240     | 1,208,342   | 105,244     |
| 文政6年         | 1823            | 4,333,886   | 1,403,384     | 1,117,660   | 105,592     |
| 文政7年         | 1824            | 4,223,923   | 1,427,619     | 1,158,677   | 98,889      |
| 文政8年         | 1825            | 4,223,068   | 1,317,840     | 1,065,745   | 94,194      |
| 文政9年         | 1826            | 4,229,389   | 1,428,537     | 1,163,502   | 97,406      |
| 文政10年        | 1827            | 4,218,089   | 1,434,498     | 1,166,669   | 98,523      |
| 文政11年        | 1828            | 4,194,554   | 1,339,578     | 1,077,787   | 96,223      |
| 文政12年        | 1829            | 4,201,033   | 1,399,289     | 1,133,201   | 97,797      |
| 天保元年        | 1830            | 4,182,691   | 1,378,578     | 1,113,204   | 97,715      |
| 天保2年         | 1831            | 4,201,301   | 1,429,328     | 1,162,448   | 97,980      |
| 天保3年         | 1832            | 4,204,038   | 1,396,390     | 1,120,504   | 101,292     |
| 天保4年         | 1833            | 4,205,910   | 1,258,230     | 1,005,367   | 96,023      |
| 天保5年         | 1834            | 4,202,806   | 1,427,193     | 1,150,709   | 101,648     |
| 天保6年         | 1835            | 4,205,570   | 1,304,313     | 1,036,653   | 98,054      |
| 天保7年         | 1836            | 4,202,493   | 1,039,970     | 807,068     | 931,161     |
| 天保8年         | 1837            | 4,229,581   | 1,392,915     | 1,122,234   | 100,023     |
| 天保9年         | 1838            | 4,194,210   | 1,305,746     | 1,046,104   | 97,412      |
| 天保10年        | 1839            | 4,192,837   | 1,407,218     | 1,140,499   | 99,311      |
| 天保11年        | 1840            | 4,166,475   | 1,382,698     | 1,138,359   | 97,735      |
| 天保12年        | 1841            | 4,167,613   | 1,434,342     | 1,168,412   | 97,737      |
| 天保13年        | 1842            | 4,191,123   |               |             |             |